# België op het Junior Eurovisiesongfestival

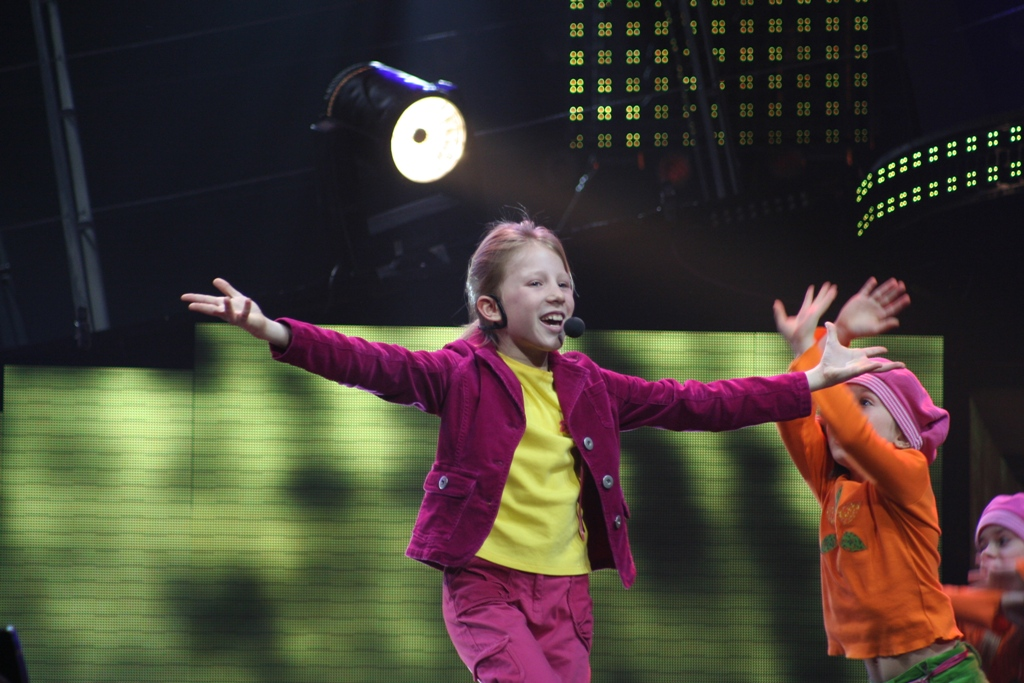
Lindsay vertegenwoordigde het gastland in 2005 met Mes rêves

België deed van 2003 tot en met 2012 mee aan het Junior Eurovisiesongfestival. De hoogst behaalde positie van het land was in 2009, toen Laura Omloop vierde werd in Kiev, Oekraïne. België was in 2005 gastheer van het festival; het werd toen georganiseerd in Hasselt.

## Overzicht
België was, net als bij het Eurovisiesongfestival, een van de stichtende leden van de juniorvariant. In 2003 mocht de VRT als eerste een kandidaat kiezen. X!NK won Eurosong for Kids 2003 en mocht met De vriendschapsband voor het land naar het eerste festival, in de Deense hoofdstad Kopenhagen. Daar behaalde de groep de zesde plaats, met 83 punten. België kreeg punten van elk land.
In 2004 mocht de RTBF een kandidaat kiezen. Net als het jaar voordien werd gekozen voor een band: Free Spirits mocht met Accroche-toi naar Lillehammer, Noorwegen. De eerste Franstalige inzending van België werd uiteindelijk tiende, met 37 punten.
In 2005 werd het Junior Eurovisiesongfestival in Hasselt georganiseerd, in een coproductie van RTBF en VRT. België won het recht om het festival te organiseren van Kroatië en Nederland. De preselectie werd, mede omdat het festival in eigen land plaats zou vinden, georganiseerd door de twee omroepen samen. Uiteindelijk won Lindsay Eurokids 2005 en mocht zij met Mes rêves naar Hasselt. Op het grote festival werd ze uiteindelijk tiende, met 63 punten.
Wegens de te lage kijkcijfers besliste de RTBF na het festival van 2005 om niet meer deel te nemen. België werd vanaf dat moment enkel nog door de VRT vertegenwoordigd. In Boekarest, de hoofdstad van Roemenië, mocht Thor! het land vertegenwoordigen. De jongste deelnemer van 2006 eindigde met Een tocht door het donker op de zevende plaats, met 71 punten. Ook op dit festival kreeg België punten van alle landen.
In 2007 werd Trust werd met het lied Anders naar Rotterdam gestuurd. Hoewel getipt als outsiders voor de overwinning, kreeg de groep enkel punten van Nederland. Met 19 punten, waarvan 12 bij de start gegeven, werden ze 15de. Het was de eerste keer in de geschiedenis van het Junior Eurovisiesongfestival dat België buiten de top tien viel.
In 2008 nam België opnieuw deel aan het Junior Eurovisiesongfestival, dat jaar in Limasol. Het land werd vertegenwoordigd door Oliver met het lied Shut up. Hij belandde net buiten de top tien, met 45 punten, één minder dan gastland Cyprus.
Ook in 2009 nam het land deel. Na een preselectie waarin elke kandidaat zijn nummer in twee versies mocht zingen, werd uiteindelijk gekozen voor Laura, met haar nummer Zo verliefd (yodelo). In Kiev, Oekraïne werd ze vierde met 113 punten. Voor de derde keer in zeven jaar tijd kreeg België van elk land punten. Het land haalde ook het meeste aantal twaalf punten van alle deelnemers. Vanuit Macedonië, Malta, Nederland en Servië kwamen er twaalf punten richting België.
België nam ook in 2010 deel aan het festival. Tijdens de talentenjacht Junior Eurosong 2010 werd een geschikte kandidaat gezocht om het land te vertegenwoordigen in Minsk. Uiteindelijk wonnen Jill & Lauren met het nummer Get up!. Het was het eerste duo dat België naar het Junior Eurovisiesongfestival stuurde. In Minsk werden de meiden uiteindelijk zevende.
Na winst in het televisieprogramma Junior Eurosong 2011 stuurde België in 2011 de elfjarige Femke Verschueren met het nummer Een kusje meer naar het Junior Eurovisiesongfestival in Jerevan, Armenië. België eindigde wederom op de zevende plaats, met 64 punten.
In 2012 nam België voor de tiende keer deel aan het Junior Eurovisiesongfestival. Het was daarmee, samen met Nederland en Wit-Rusland, een van de drie landen die aan alle edities tot dan toe had deelgenomen. Fabian won Junior Eurosong met het nummer Abracadabra, en mocht aldus België vertegenwoordigen in Amsterdam, Nederland. Daar eindigde hij op de vijfde plaats, de tweede beste Belgische prestatie uit de geschiedenis van het festival.
In 2013 besloot de VRT vanaf dat jaar niet langer mee te doen aan het Junior Eurovisiesongfestival vanwege de beperkte interesse ervoor bij het publiek en de deelnemers zelf. Het preselectieprogramma Junior Eurosong werd vervangen door een andere muzikale talentenjacht, Wie wordt Junior?, maar de winnaar daarvan zou niet meer naar het internationale evenement worden afgevaardigd.

## Lijst van Belgische deelnames
| Jaar | Artiest       | Lied                      | Plaats | Punten | Taal                 |
| ---- | ------------- | ------------------------- | ------ | ------ | -------------------- |
| 2003 | X!NK          | De vriendschapsband       | 6      | 83     | Nederlands           |
| 2004 | Free Spirits  | Accroche-toi              | 10     | 37     | Frans                |
| 2005 | Lindsay       | Mes rêves                 | 10     | 63     | Frans                |
| 2006 | Thor!         | Een tocht door het donker | 7      | 71     | Nederlands           |
| 2007 | Trust         | Anders                    | 15     | 19     | Nederlands           |
| 2008 | Oliver        | Shut up                   | 11     | 45     | Nederlands           |
| 2009 | Laura         | Zo verliefd (yodelo)      | 4      | 113    | Nederlands           |
| 2010 | Jill & Lauren | Get up!                   | 7      | 61     | Nederlands en Engels |
| 2011 | Femke         | Een kusje meer            | 7      | 64     | Nederlands           |
| 2012 | Fabian        | Abracadabra               | 5      | 72     | Nederlands           |

| Kleur | Betekenis      |
| ----- | -------------- |
|       | Eerste plaats  |
|       | Tweede plaats  |
|       | Derde plaats   |
|       | Laatste plaats |
|       | Gastland       |

## Gegeven en gekregen punten
| Plaats | Land        | Punten |
| ------ | ----------- | ------ |
| 1      | Nederland   | 98     |
| 2      | Armenië     | 54     |
| 3      | Rusland     | 47     |
| 4      | Zweden      | 46     |
| 5      | Spanje      | 39     |
| 5      | Wit-Rusland | 39     |

| Plaats | Land            | Punten |
| ------ | --------------- | ------ |
| 1      | Nederland       | 97     |
| 2      | Noord-Macedonië | 37     |
| 3      | Zweden          | 36     |
| 4      | Malta           | 32     |
| 5      | Wit-Rusland     | 28     |

## Twaalf punten
(Een vetgedrukte editie betekent dat het land die editie won.)
| Aantal | Land      | Edities                |
| ------ | --------- | ---------------------- |
| 4      | Nederland | 2003, 2005, 2009, 2011 |
| 2      | Armenië   | 2007, 2010             |
| 1      | Georgië   | 2008                   |
| 1      | Oekraïne  | 2012                   |
| 1      | Rusland   | 2006                   |
| 1      | Spanje    | 2004                   |

| Aantal | Land            | Edities                      |
| ------ | --------------- | ---------------------------- |
| 5      | Nederland       | 2003, 2005, 2009, 2010, 2011 |
| 1      | Malta           | 2009                         |
| 1      | Noord-Macedonië | 2009                         |
| 1      | Servië          | 2009                         |

## Commentatoren
Net zoals het Eurovisiesongfestival werd het Junior Eurovisiesongfestival in de eerste jaren elk jaar uitgezonden door zowel de RTBF als de VRT. Vanaf de terugtrekking van de RTBF in 2006, zond enkel de VRT het festival nog uit. De commentatoren van dienst waren:
| Voor de VRT: - 2003: Ilse Van Hoecke en Bart Peeters - 2004: Ilse Van Hoecke en Marcel Vanthilt - 2005: Ilse Van Hoecke en André Vermeulen - 2006: Ilse Van Hoecke en Jelle Cleymans - 2007: Kristien Maes en Ben Roelants - 2008: Kristien Maes en Ben Roelants - 2009: Kristien Maes en Ben Roelants - 2010: Kristien Maes en Tom De Cock - 2011: Kristien Maes en Tom De Cock - 2012: Astrid Demeure en Tom De Cock | Voor de RTBF: - 2003: Corinne Boulangier - 2004: Jean-Louis Lahaye - 2005: Jean-Louis Lahaye |

## Puntengevers
De personen die namens de Belgische televoters de punten hebben voorgelezen, zijn als volgt:
| - 2003: Judith Bussé: enkele keren te gast geweest op Ketnet - 2004: Alexander Schönfelder: zesde in Eurokids 2004 - 2005: Max Colombie: tweede in Eurokids 2005 - 2006: Sander Cliquet: lid van The Fireflies, tweede in Eurosong for Kids 2006 - 2007: Bab Buelens: tweede in Junior Eurosong 2007 | - 2008: Chloé Ditlefsen: tweede in Junior Eurosong 2008 - 2009: Oliver Symons: winnaar Junior Eurosong 2008 - 2010: Laura Omloop: winnares Junior Eurosong 2009 - 2011: Jill Van Vooren en Lauren De Ruyck: winnaressen Junior Eurosong 2010 - 2012: Femke Verschueren: winnares Junior Eurosong 2011 |

## Festivals in België
| Jaar | Plaats  | Zaal         | Presentatoren                    |
| ---- | ------- | ------------ | -------------------------------- |
| 2005 | Hasselt | Ethias Arena | Maureen Louys en Marcel Vanthilt |

2003 · 2004 · 2005 · 2006 · 2007 · 2008 · 2009 · 2010 · 2011 · 2012 · 2013-2024